# セレベル・セラピューティクス
セレベル・セラピューティクス（英: Cerevel Therapeutics Holdings, Inc.） はアメリカのマサチューセッツ州ケンブリッジに本社を置く、製薬会社であり、精神疾患、神経疾患の治療法の開発に重点を置いている 。2024年8月、アッヴィの完全子会社となった。

## 歴史
セレベルは、投資会社のベインキャピタルがファイザーから神経疾患の新薬の開発事業を3億5000万ドルで買収し、2018年10月に設立された。
2020年、セレベルは4億4500万ドルの資金調達を行いこれは当時バイオテクノロジー企業の上場としては3番目の規模であった（レジェンド・バイオテックとモデルナに次ぐ） 。
2023年12月、アメリカの製薬会社アッヴィはセレベルを87億ドル（当時レート:１兆2800億円）で買収すると発表した。買収は2024年8月に完了し、セレベルはアッヴィの完全子会社となった。

### 年表
- 2022年
  - 12月17日 - パイプラインである「エムラクリジン」の第1b相臨床試験の結果が「ランセット」に掲載された[14]。
- 2024年
  - 8月 - アッヴィに買収され完全子会社となった[12][13]。
  - 11月11日 - パイプラインである「エムラクリジン」の2つの第2相臨床試験（EMPOWER-1試験、EMPOWER-2試験）が２つの試験とも主要評価項目を達成できなかったと発表[15][16]。同結果を受けて親会社のアッヴィの株価は12.6％下落した[15][16]。
  - 12月9日 - 「タバパドン」の第3相臨床試験（TEMPO-2試験）で主要評価項目を上回ったとするトップラインデータが公表された[17]。

## パイプライン
セレベルのパイプラインには統合失調症、てんかん、気分障害、パーキンソン病などがある。
- タバパドン/CVL-751(パーキンソン病)[19]
- エムラクリジン/ CVL-231(統合失調症、アルツハイマー病)[20]
- ダリガバット/CVL-865(てんかん)[21]
- ラズピパドン/CVL-871 (認知症, アパシー)[22]
- イカルカプラント/CVL-354 (うつ病)[23]

## 治療へのアプローチ
セベラルのミッションステートメント は" 神経疾患を治療するために「脳の謎を解明する」" である 。科学的には、治療法開発において、脳神経の機構の解明を基盤とし、新規治療標的の探索と、特定の受容体サブタイプの機能解析に重点を置いている。
同社は、神経疾患、精神疾患の治療法の開発に対するアプローチを以下のように説明している。
- 特定の神経疾患に基づく神経回路を正確に特定しターゲットにすることで、治療の機会を開発する[1]。
- 疾患の生理に関連する受容体サブタイプのみを選択的にターゲットにすることで、副作用を最小限に抑えながら効果を最大化する[1]。
- 内因性の生理学的範囲を超えた過剰な活性化や抑制をすることなく、受容体の薬理作用や神経回路の活動を精密に調整するために完全または部分的なアゴニスト、アンタゴニスト、アロステリックモジュレータを設計する[1]。

## References
1. 1 2 3 4 5  “The Last Frontier of Medicine” (英語). Neurology live (2023年4月21日). 2024年1月13日閲覧。
2. ↑  “米アッヴィ、セレベル社の買収完了 約87億ドルで、神経・精神疾患領域を強化”. 日刊薬業 - 医薬品産業の総合情報サイト.   日刊薬業 (2024年9月6日). 2024年9月6日閲覧。
3. ↑  Logan, Tim (2019年8月7日). “Pfizer spinoff Cerevel moving into Cambridge Crossing” (英語). The Boston Globe. 2024年1月13日閲覧。
4. ↑  “Bain Capital And Pfizer Create New CNS Company Cerevel Therapeutics” (英語). markets.businessinsider.com (2024年1月12日). 2024年1月13日閲覧。
5. ↑  Brodwin, Erin. “Drug giant Pfizer isn't ready to abandon neuroscience — here's its $150-million 'star cluster' strategy for betting on promising brain drug startups” (英語). Business Insider. 2024年1月13日閲覧。
6. ↑  “プライベートエクイティ、新薬開発に食指 | AnswersNews”. 製薬業界の転職サイト Answers(アンサーズ).   株式会社 クイック (2023年1月13日). 2024年9月7日閲覧。
7. ↑  Garde, Damian, and Matthew Herper. Coles-led Cerevel Therapeutics to raise $445 million to develop brain drugs with fewer side effects. STAT. July 30, 2020. https://www.statnews.com/2020/07/30/coles-led-cerevel-therapeutics-to-raise-445-million-to-develop-brain-drugs-with-fewer-side-effects/
8. ↑  Constantino, Annika Kim (2023年12月6日). “AbbVie to acquire neuroscience drugmaker Cerevel Therapeutics for $8.7 billion” (英語). CNBC. 2024年1月13日閲覧。
9. ↑  Armstrong, Annalee (2023年12月6日). “AbbVie adds to neuroscience portfolio with $8.7B deal to acquire Cerevel”. Fierce Biotech. 2024年1月13日閲覧。
10. ↑  “AbbVie to Acquire Cerevel Therapeutics in Transformative Transaction to Strengthen Neuroscience Pipeline” (英語). AbbVie News Center. 2024年1月13日閲覧。
11. ↑  “米アッヴィが買収攻勢継続、セレベル買収で合意－１兆2800億円規模”. Bloomberg.com.   ブルームバーグ (2023年12月7日). 2024年9月6日閲覧。
12. 1 2  “AbbVie Completes Acquisition of Cerevel Therapeutics” (Press release). AbbVie. 1 August 2024.
13. 1 2  Green, Hannah (2024年7月26日). “After FTC involvement, here’s when AbbVie-Cerevel deal could close”. Boston Business Journal. 2024年9月6日閲覧。
14. ↑  “Emraclidine, a novel positive allosteric modulator of cholinergic M4 receptors, for the treatment of schizophrenia: a two-part, randomised, double-blind, placebo-controlled, phase 1b trial”. ランセット (ランセット) Volume 400:  p2210-2220. (2022-12-17).
15. 1 2  「米アッヴィの統合失調症薬、2つの中期試験で効果示せず 株価急落」『Reuters』2024年11月12日。2024年11月19日閲覧。
16. 1 2  “アッヴィ株急落、統合失調症薬が効果示さず－２つの中期臨床試験”. Bloomberg.com.   ブルームバーグ (2024年11月12日). 2024年11月19日閲覧。
17. ↑  AbbVie (2024年12月9日). “AbbVie Announces Positive Topline Results for the Phase 3 TEMPO-2 Trial Evaluating Tavapadon as a Monotherapy for Parkinson's Disease” (英語). www.prnewswire.com.   PR Newswire. 2024年12月23日閲覧。
18. ↑  “EMPOWERing the Next Generation” (英語). Psychiatric Times (2023年9月13日). 2024年1月13日閲覧。
19. ↑  “Cerevel Therapeutics Initiates Phase 3 Program of Tavapadon for the Treatment of Parkinson's Disease – Cerevel Therapeutics” (英語). www.cerevel.com (2020年1月14日). 2024年1月13日閲覧。
20. ↑  “Emraclidine – Cerevel Therapeutics” (英語). www.cerevel.com (2020年1月4日). 2024年1月13日閲覧。
21. ↑  “Cerevel Therapeutics Announces Publication of Phase 2a Study Results in Neurology on Its Most Advanced Investigational Epilepsy Treatment – Cerevel Therapeutics” (英語). www.cerevel.com (2019年4月9日). 2024年1月13日閲覧。
22. ↑  “CVL-871 – Cerevel Therapeutics” (英語). www.cerevel.com (2020年1月2日). 2024年1月13日閲覧。
23. ↑  “CVL-354, a novel, brain penetrant and selective kappa opioid receptor antagonist – Cerevel Therapeutics” (英語). www.cerevel.com (2022年12月1日). 2024年1月13日閲覧。
24. ↑  “EX-99”. www.sec.gov. 2024年1月13日閲覧。